# Le Bruit de l'aube
Albums de Lilian Renaud
Le Cœur qui cogne
Singles
1. Promis juré
Sortie : 21 août 2015
2. Pour ne plus avoir peur
3. Il faudra vivre

Le Bruit de l'aube est le premier album studio de Lilian Renaud.
Il a été certifié Double disque de platine pour 200 000 exemplaires vendus.

## Écriture et thématiques
L'album est en partie composé par Lilian Renaud. La production est entièrement réalisée par Dominique Gau.

## Promotion
La promotion de l'album débute avec la sortie du premier single Promis juré. Le single est vendu à moins de 2 000 unités. S'ensuit la sortie d'un single promotionnel Pour ne plus avoir peur. Le deuxième single est Il faudra vivre, sorti fin novembre 2015.

## Accueil

### Accueil critique
L'accueil est mitigé pour le premier album studio de Lilian Renaud. Julien Goncalves de Charts in France apprécie l'atmosphère du disque où la voix du chanteur est au premier plan. Le critique note que le choix a été fait en faveur du message sur l'impact des mélodies. Il regrette alors des titres « trop sages, voire un peu lisses et naïfs ». Le critique de Music Story constate un schéma applicable à toutes les chansons. Il note : « la recette y est répétée à l’envi : des couplets intimistes pour démarrer, souvent en guitare ou piano-voix, qui préparent le terrain à des refrains plus pop, sur lesquels l’armada est de sortie au travers des guitares finement saturées ou des cordes discrètes mais bien présentes ».

### Accueil commercial
En France, l'album se vend à 21 249 exemplaires en première semaine et à 10 300 exemplaires en seconde semaine,. Il se classe ainsi à la 5e place des ventes en première semaine. Vainqueur de The Voice, la plus belle voix, Lilian Renaud effectue un moins bon démarrage comparé au précédent vainqueur Kendji Girac avec l'album Kendji. Ce dernier s'était classé premier du top français avec 68 000 ventes lors de sa sortie.
En Belgique francophone, l'album se classe à la 21e place de l'Ultratop et en Suisse à la 11e place.
Cependant après un départ un peu poussif à la suite également d'une date de sortie très lourde en actualité, l'album est certifié disque de platine le 26 janvier 2016, soit deux mois et demi après sa sortie.

## Classements
| Classement (2015)            | Meilleure position |
| ---------------------------- | ------------------ |
| Belgique (Wallonie Ultratop) | 21                 |
| France (SNEP)                | 5                  |
| Suisse (Schweizer Hitparade) | 11                 |

## Liste des chansons
| 1.  | Il faudra vivre         | Mateo, André Bérenger                                                                                | Dominique Gau | 3:06 |
| 2.  | Pour ne plus avoir peur | Davide Esposito, Ycare                                                                               | Gau           | 3:20 |
| 3.  | Promis juré             | Yohann Malory, Tristan Salvati, Hervé Vérant                                                         | Gau           | 2:48 |
| 4.  | Je suis un enfant       | Guilhem Valayé, Lilian Renaud                                                                        | Gau           | 3:14 |
| 5.  | Ma prière               | Manon Romiti, Silvio Lisbonne, Florent Mothe, Lilian Renaud                                          | Gau           | 3:15 |
| 6.  | Si tu cherches de l'or  | Fabien Marsaud, Tristan Salvati, Lilian Renaud                                                       | Gau           | 4:01 |
| 7.  | Le Bruit de l'aube      | Tristan Salvati, Guilhem Valayé, Lilian Renaud                                                       | Gau           | 3:23 |
| 8.  | Nos larmes              | Fabien Marsaud, Flavien Compagnon, Therry Marie-Louis, Lilian Renaud, Ludovic Carquet, Flo Malley    | Gau           | 4:07 |
| 9.  | Les Enfants de l'oubli  | Yohann Malory, Tristan Salvati, Lilian Renaud                                                        | Gau           | 3:48 |
| 10. | Ma terre                | Flavien Compagnon, Therry Marie-Louis, Guilhem Valayé, Lilian Renaud, Ludovic Carquet, Flo Malley    | Gau           | 3:28 |
| 11. | J'attends               | Lucie Bernardoni, Flavien Compagnon, Therry Marie-Louise, Lilian Renaud, Ludovic Carquet, Flo Malley | Gau           | 4:15 |
| 12. | Octobre (bonus)         | Francis Cabrel                                                                                       | Gau           | 3:46 |